# NGC 3485
NGC 3485 (również PGC 33140 lub UGC 6077) – galaktyka spiralna z poprzeczką (SBb), znajdująca się w gwiazdozbiorze Lwa. Odkrył ją William Herschel 8 kwietnia 1784 roku. Jest to galaktyka z aktywnym jądrem.